# Fortabte Døtre
Fortabte Døtre (originaltitel Prodigal Daughters) er en amerikansk stumfilm fra 1923 af Sam Wood.

## Medvirkende
- Gloria Swanson som Elinor "Swifty" Forbes
- Ralph Graves som Roger Corbin
- Vera Reynolds som Marjory Forbes
- Theodore Roberts som J.D. Forbes
- Louise Dresser som Mrs. Forbes
- Charles Clary som Stanley Garside
- Robert Agnew som Lester Hodge